# Antoni Józef Błażowski
Antoni Józef (Józef Antoni) Błażowski herbu Sas – podczaszy żydaczowski w latach 1769–1771, podstoli żydaczowski w latach 1760–1769, członek konfederacji radomskiej w 1767 roku.

## Życiorys
W załączniku do depeszy z 2 października 1767 roku do prezydenta Kolegium Spraw Zagranicznych Imperium Rosyjskiego Nikity Panina, poseł rosyjski Nikołaj Repnin określił go jako posła właściwego dla realizacji rosyjskich planów na Sejmie 1767 roku. 23 października 1767 jako poseł żydaczowski wszedł w skład delegacji Sejmu, wyłonionej pod naciskiem posła rosyjskiego Nikołaja Repnina, powołanej w celu określenia ustroju Rzeczypospolitej.